# Алдашев, Абдулхай Алдашевич
Абдулхай Алдашевич Алдашев (19 декабря 1918, Джети-Огуз или Ак-Кочкор — 26 июля 2003, Бишкек) — советский и киргизский учёный, ветеринар, фармаколог, доктор ветеринарных наук (1965), профессор (1966), почётный академик НАН Кыргызстана, Заслуженный деятель науки Кыргызстана, Заслуженный ветеринарный врач Киргизский ССР, почётный гражданин Бишкека.

## Биография
Родился 19 декабря 1918 года в селе Джети-Огуз (по другим данным — Ак-Кочкор), Иссык-Кульская область, в семье педагога. В 1939 году окончил Киргизский сельскохозяйственный институт.
Участник Великой Отечественной войны с 1941 года. Служил в походно-полевой ветеринарной лаборатории, майор ветеринарной службы.
Работал заведующим кафедрой, проректором по науке КСХИ, директором Института биологии Академии наук Киргизской ССР.
Алдашев специализировался в сфере ветеринарии, фармакологии и токсикологии. Раскрыл лечебные свойства более 30 веществ, получив 11 авторских свидетельств на изобретения. Автор свыше 500 научных работ, в том числе 20 монографий, двух учебников и учебных пособия. Наиболее известны его работы: «Киргизско-русский словарь биологических терминов», «Антигельминты», «Этапы развития ветеринарии в Киргизии» и прочие.
Алдашев сделал значительный вклад в воспитание научных кадров Киргизии. Он воспитал ряд учеников, работающих в сфере ветеринарии. Подготовил 10 докторов и 20 кандидатов наук.
Помимо научной деятельности, занимался литературным творчеством.
Награждён орденами Отечественной войны II степени, Дружбы народов, Красной Звезды, Знак Почёта.
Умер в 2003 году в Бишкеке, похоронен 26 июля на Ала-Арчинском кладбище. Остался сын Алмаз, который продолжил дело отца.

## Труды
- Биология терминдеринин жана айбанат аттарынын орусча-кыргызча сөздүгү, 1998.
- Этапы развития ветеринарии в Киргизии/ А. А. Алдашев ; АН КиргССР, Ин-т орган. химии, Фрунзе, Илим, 1989.
- Русско-киргизский терминологический словарь по животноводству и ветеринарии/ А. А. Алдашев. — 335 с. 2-е изд. испр., Фрунзе, Кыргызстан, 1989.
- Русско-киргизский терминологический словарь по животноводству и ветеринарии/ А. Алдашев, 522 с. 21 см, Фрунзе, Илим, 1980.

## Изобретения
- Тетрапропилтетратиодифосфат пиперазина, обладающий антигельминтной активностью. Авт. св. № 644132,1978.
- Дипироглутамат пиперазина обладающий нейроплегической активностью. Авт. св. № 1063027,1983.
- L-пироглутамат магния, проявляющий наркотическое и гипотензивное действие. Авт. св. № 1125955,1984.
- Меллишт гексагидразина, обладающий антимикробной активностью. Авт. св. № 1258043,1986.
- Способ получения комплексного соединения, проявляющего седативные свойства Авт. св. № 1573832,1990.